# François Achille Bazaine
Pour les articles homonymes, voir Bazaine et Famille Bazaine.
François Achille Bazaine, né à Versailles le 13 février 1811 et mort à Madrid le 23 septembre 1888, est un général de division et maréchal de France.
Il combat en Algérie, en Espagne, en Crimée, en Italie puis commande le corps expéditionnaire français durant l'expédition du Mexique. Napoléon III le fait maréchal de France et sénateur du Second Empire en 1864 en récompense de sa conduite. Il est surtout connu pour avoir failli à sa tâche de commandant en chef de l'armée du Rhin et avoir ainsi contribué à la défaite française lors de la guerre franco-prussienne de 1870. Traduit en conseil de guerre en septembre 1873, il est condamné à mort. Sur les instances du jury qui vient de le condamner, le président de la République Mac Mahon commue sa peine en vingt ans de détention et supprime la dégradation qui était prévue.

## Biographie

### Famille
Il est le fils cadet du général de corps d'armée Pierre-Dominique Bazaine (1786-1838), polytechnicien (promotion X1803), ingénieur des ponts et chaussées de mérite de Napoléon Ier, directeur de l'Institut des voies de communications de l'empire russe. Pierre-Dominique a effectué toute sa carrière dans l'Empire russe, notamment à Saint-Pétersbourg, dans le cadre d'un accord entre les empereurs Napoléon Ier et Alexandre Ier. Achille Bazaine est né le 13 février 1811 à Versailles, d'une liaison antérieure au mariage de son père, avec une lingère-mercière, Marie-Madeleine, Josèphe dite Mélanie Vasseur. Son frère aîné est Pierre-Dominique Bazaine (1809-1893), polytechnicien, ingénieur des ponts et chaussées et pionnier des chemins de fer français. Achille Bazaine fait des études à l'institution de Bardet, (ou Barbet), rue d'Assas, puis au collège Saint-Louis.
En 1834, il épouse Maria-Juane de la Soledad Gregorio Torno, qui mourra en 1860.
Le 26 juin 1865, il épouse Maria Josefa de la Peña y Pedraza.

### Légion étrangère et Algérie
Ayant échoué au concours d'entrée à l'École polytechnique en 1830, il s'engage comme simple soldat le 28 mars 1831 au 37e régiment d'infanterie de ligne, il est nommé caporal le 8 juillet 1831. Il passe caporal fourrier le 13 janvier 1832 et sergent fourrier en juillet.
C'est avec ce grade qu'il arrive à la Légion étrangère en août. Il y est nommé sergent-major, le 4 novembre, il accède à l'épaulette le 2 novembre 1833 et le 22 juillet 1835, blessé au combat de la Macta d'un coup de feu au poignet, il est promu au grade de lieutenant et reçoit la croix de chevalier de la Légion d'honneur. Depuis 1834, il a rang de maître dans la franc-maçonnerie.
Avec la légion, il est cédé par Louis-Philippe à la reine d'Espagne, Christine pour combattre les Carlistes. Nommé immédiatement capitaine au titre espagnol, il commande une compagnie de voltigeurs puis il est attaché à l'état-major du colonel Conrad. Il est cité aux combats de Ponts en 1835, de Larminar en 1836, d'Huesca en 1837 et de Barbastro en 1837, d'où il tire le corps du général Conrad des mains de l'ennemi, malgré une blessure par balle à la jambe droite. Il est attaché ensuite auprès du colonel Cariès de Senilhes, commissaire du gouvernement français à l'armée de la reine.

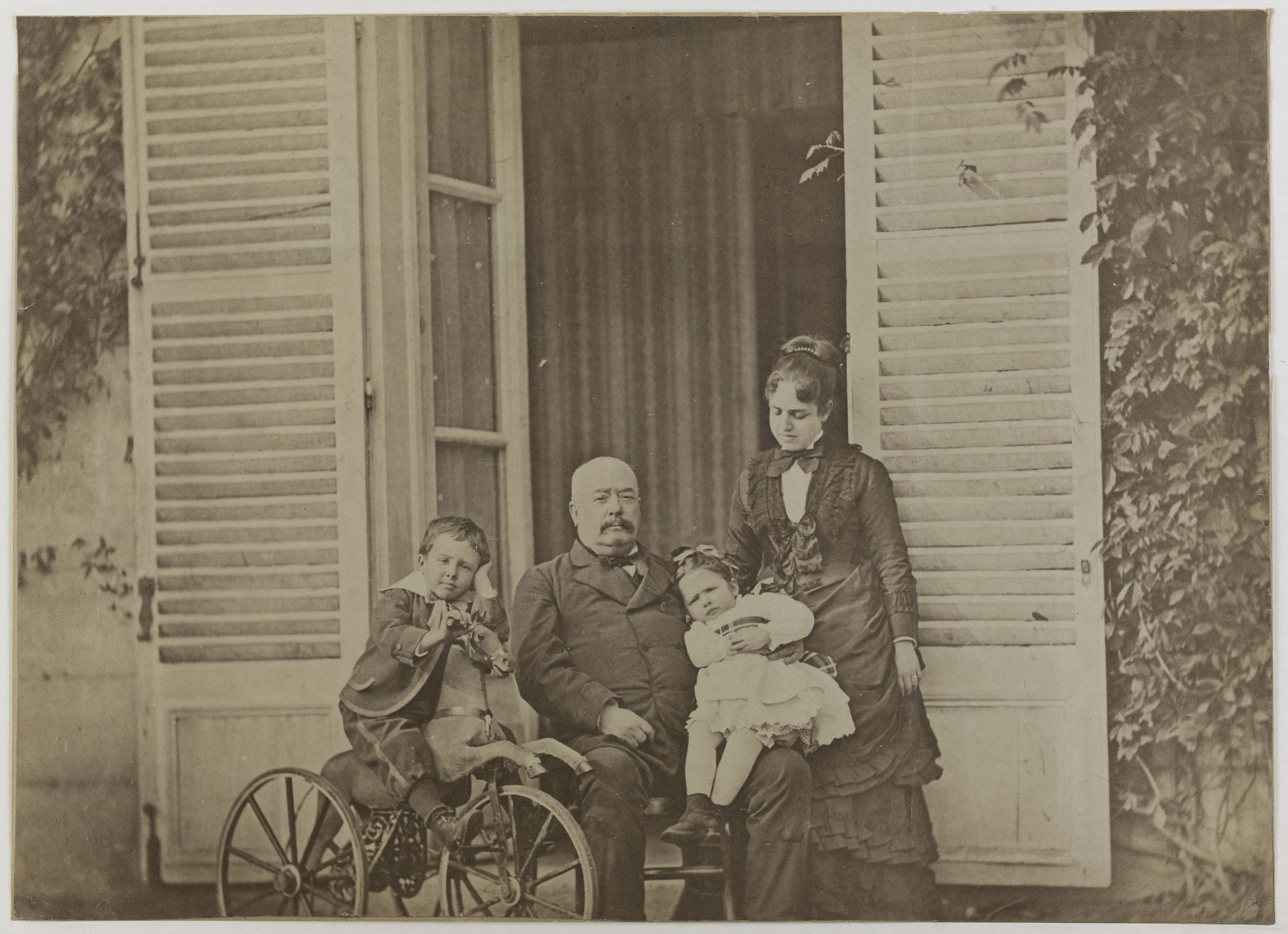
François Achille Bazaine avec sa femme et ses deux enfants.

En 1838, il rejoint le 4e régiment d'infanterie légère avec son grade français de lieutenant. Le 20 octobre 1839, il retrouve ses galons de capitaine et la légion en Algérie. En 1840, il passe au 8e bataillon de chasseurs à pied. Il prend une part aux expéditions de Miliana où il est cité, de Kabylie et du Maroc. Promu au grade de chef de bataillon, le 10 mars 1844, il est affecté au 58e régiment d'infanterie de ligne en qualité de chef du bureau arabe de Tlemcen. Il est promu officier de la Légion d'honneur après le combat de Sidi Kafir, le 9 novembre 1845. Cité au combat de Sidi Afis, le 24 mars 1846, il passe au 5e régiment d'infanterie de ligne toujours chargé des relations arabes, en 1847. Il est cité au combat d'Afir pour sa contribution à la soumission d'Abdelkader en décembre. Promu lieutenant-colonel le 11 avril 1848, il est affecté au 19e régiment d'infanterie légère puis revient au 5e régiment d'infanterie de ligne le 30 août en qualité de commandant supérieur de la place de Tlemcen. Le 4 juin 1850, il est nommé colonel au 55e de ligne et directeur des affaires arabes de la division d'Oran.
Le 4 février 1851, il est placé à la tête du 1er régiment de la Légion étrangère et, le mois suivant, il commande la subdivision de Sidi bel-Abès, poste qu'il occupe jusqu'en 1854. C'est pendant ce temps de commandement qu'il épouse Maria Juaria Gregorio Tormo de la Soledad, le 12 juin 1852.

### Guerre de Crimée (1854-1855)
Le 28 octobre 1854, il est admis en 1re section des officiers généraux avec le grade de maréchal de camp (général de brigade) et commande deux régiments de la Légion à l'armée d'Orient. Le 10 septembre 1855, il devient commandant militaire de Sébastopol et général de division le 22 septembre suivant. Lors de la campagne de Crimée, il est blessé et cité au combat pendant l'attaque de la Quarantaine, avec un cheval tué sous lui, le même jour. En octobre, il gagne une autre citation et la cravate de commandeur de la Légion d'honneur pour la prise de la position de Kinbourn en Ukraine à l'embouchure du Dniepr, il en obtient la reddition en trois jours.
À son retour en France, il occupe des postes d'inspecteur de l'infanterie puis commande la 19e division militaire à Bourges.

### Campagne d'Italie (1859)
Commandant la 3e division d'infanterie du 1er corps de Baraguey d'Hilliers, il est proche de la ligne des combats à Melegnano, le 8 juin 1859, et à Solférino le 24 juin, où il a à nouveau un cheval tué sous lui lors de la conquête du cimetière ; il est de nouveau cité.

### Expédition du Mexique (1862-1865)

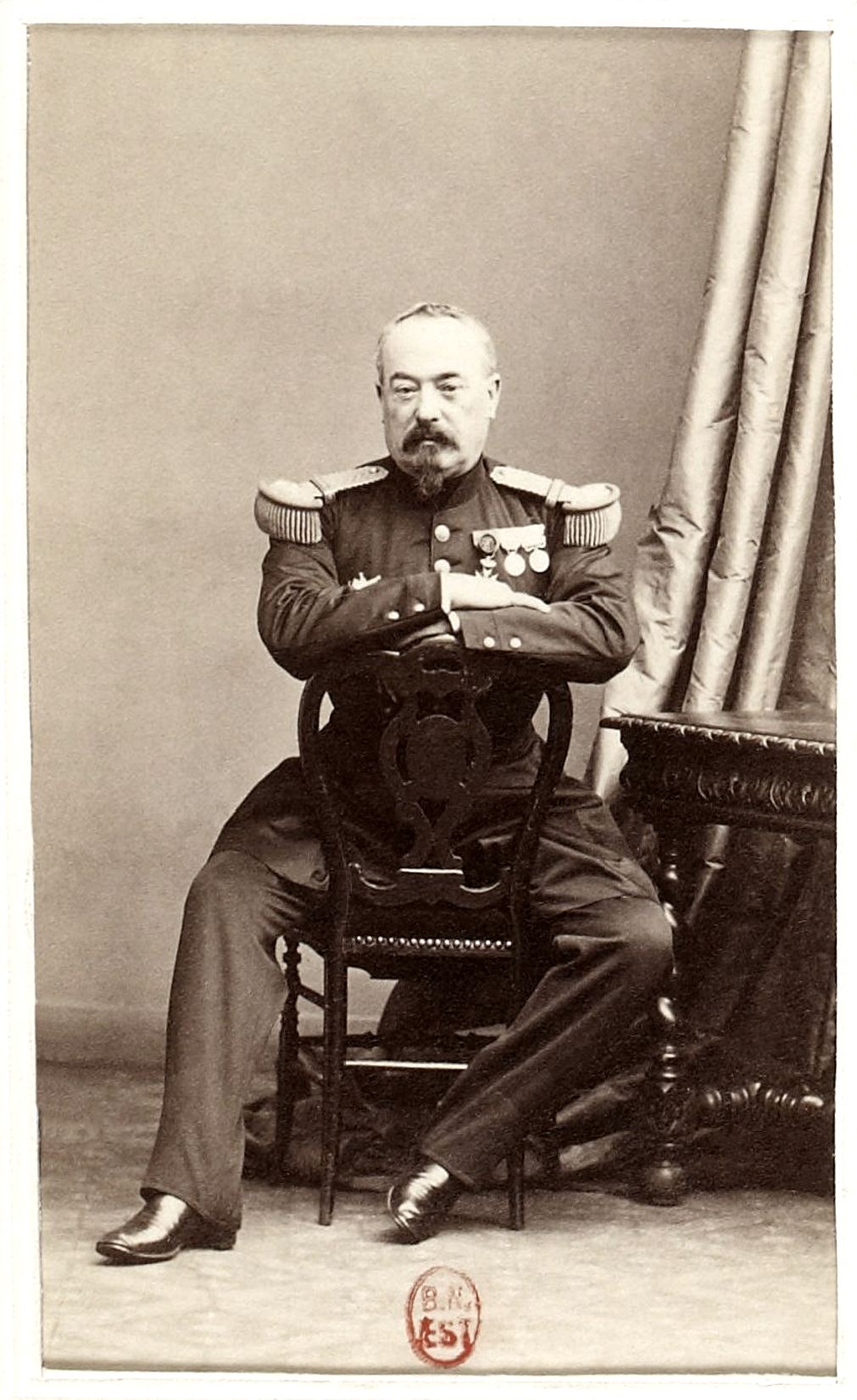
François Achille Bazaine en 1860.

De retour à Paris, il est nommé inspecteur général du 4e puis du 5e arrondissement de l'infanterie. Le souvenir de l'Espagne lui fait suggérer à Napoléon III qu'on peut prêter la légion étrangère au nouvel empereur du Mexique. Cette idée deviendra celle de l'empereur.
Bazaine est ensuite désigné pour faire partie de l'expédition du Mexique.

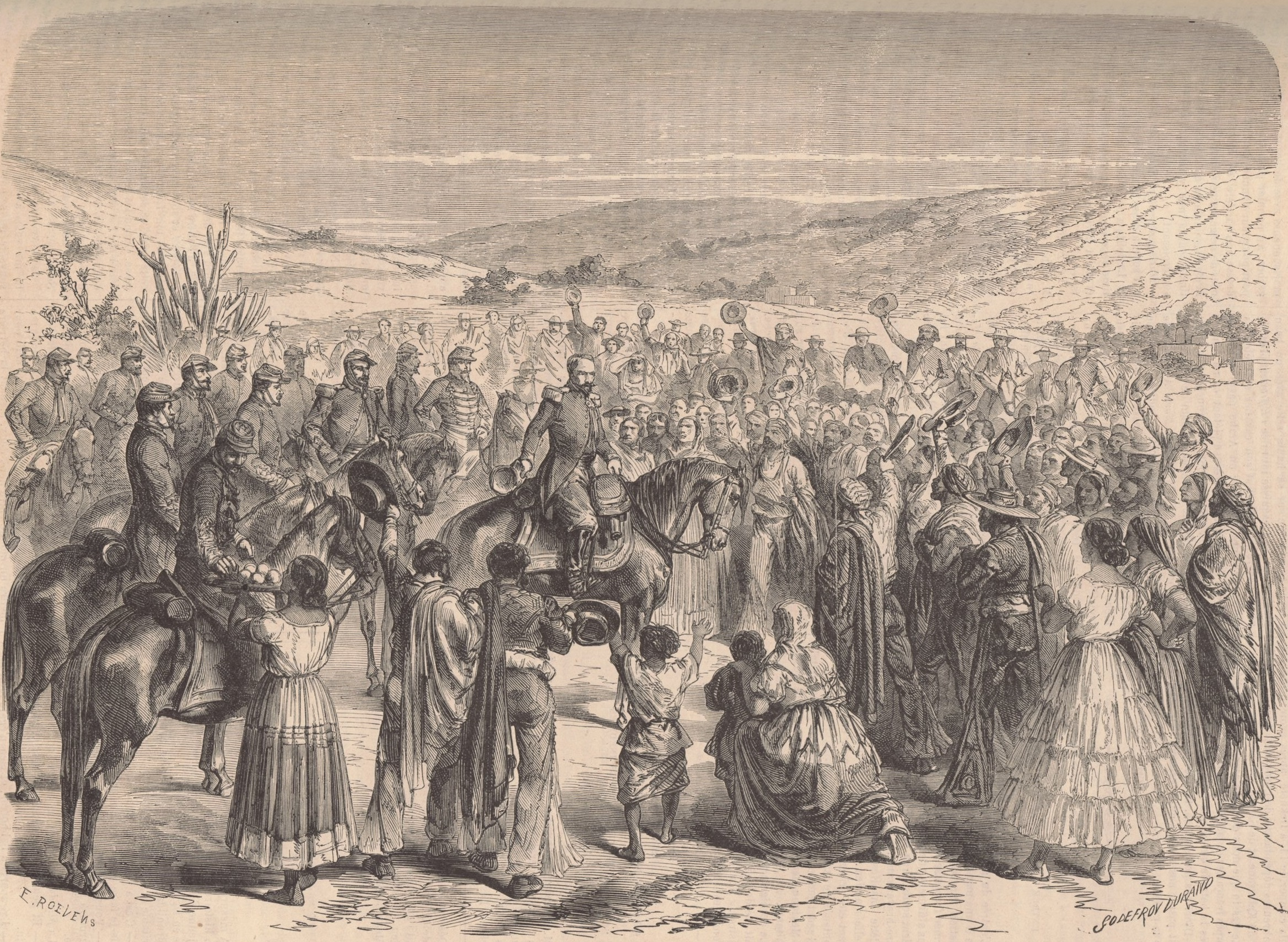
La population de Guadalajara se portant au devant du corps du général Bazaine à son entrée dans la ville.

Commandant la 1re division d'infanterie du corps expéditionnaire au Mexique le 1er juillet 1862, son action est décisive lors de la prise de Puebla en 1863. Comme conséquence, il est cité puis est nommé à la tête du corps expéditionnaire en remplacement de Forey. Il reçoit encore une citation à la bataille de San Lorenzo et les insignes de grand-croix de la Légion d'honneur, le 2 juillet 1863. Il est élevé à la dignité de maréchal de France et de sénateur du Second Empire par décret impérial du 5 septembre 1864. Il commande en personne le siège d'Oaxaca en février 1865, à la suite de quoi, l'empereur le complimente et le décore de la médaille militaire, le 28 avril 1865.
Son épouse décède de pleurésie, au domicile de son beau-frère, alors qu'il est au Mexique. Une rumeur de suicide, reprise par le général Azan, dans le Dictionnaire de biographie française, serait consécutive à un adultère. Alors qu'il est encore au Mexique, Bazaine compromet une jeune fille de dix-sept ans, Maria-Josefa Pedraza de la Peña y Barragán, se fiance avec elle le 28 mai 1865 puis l'épouse. Maximilien leur offre le palais de Buena Vista.
Ses relations avec l'empereur Maximilien deviennent tendues. Il est accusé de faire durer l'expédition contre la volonté de Napoléon III ce qui provoque son rapatriement. Le 12 novembre 1867, il obtient le commandement du 3e corps d'armée à Nancy et, l'année suivante, il commande le camp de Châlons puis remplace Regnaud de Saint-Jean d'Angély à la tête de la Garde impériale en octobre 1869.

### Guerre franco-prussienne de 1870

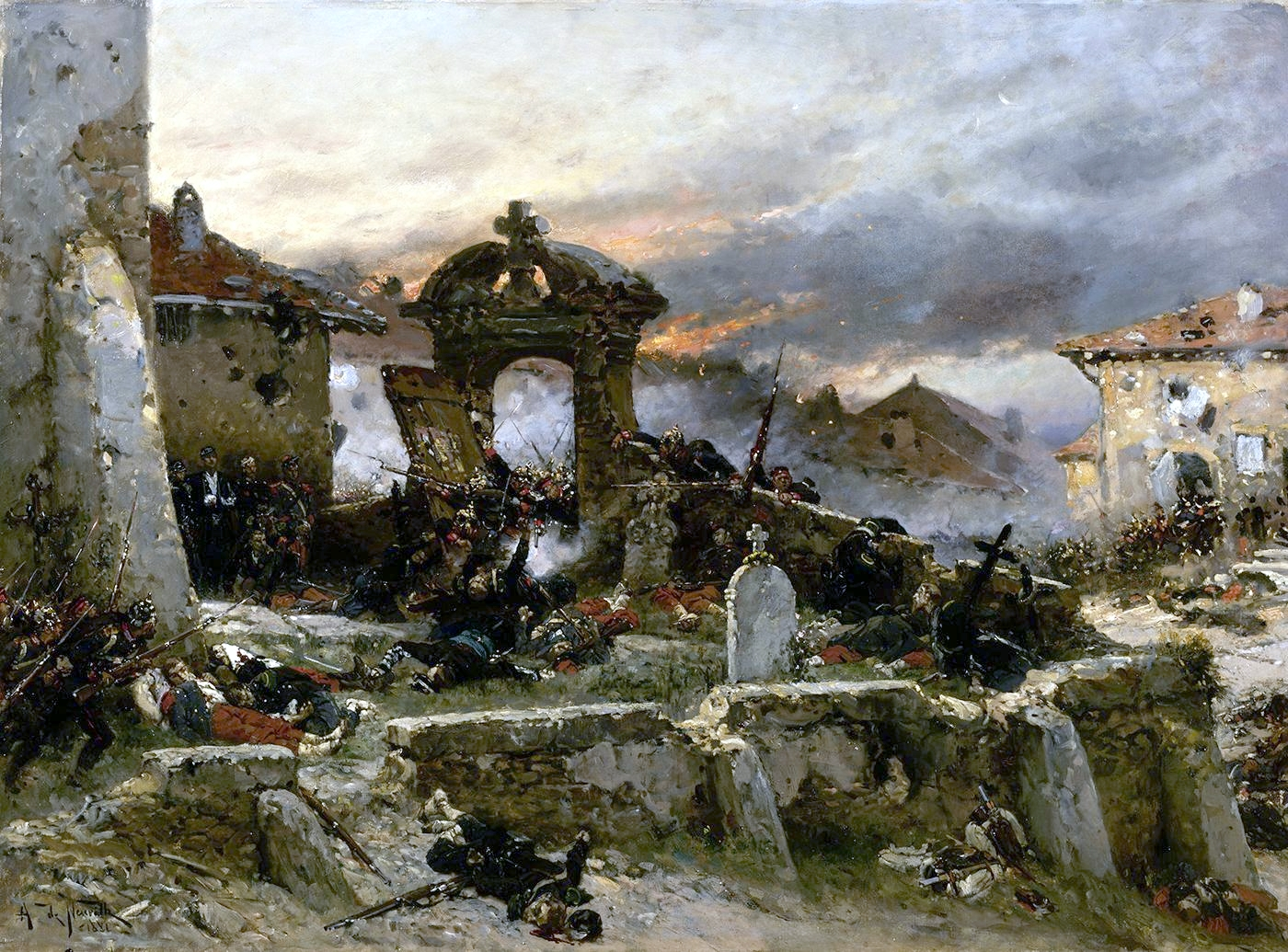
Bataille de Saint-Privat

Le 12 août 1870, en pleine guerre, Bazaine est nommé commandant en chef de l'armée du Rhin qui, battue, s'efforce de se replier vers Châlons-sur-Marne pour y rejoindre des réserves et faire face aux troupes allemandes. Cependant, alors que s'offre à lui l'occasion de détruire plusieurs corps de l'armée ennemie à la suite de la bataille de Mars-la-Tour, le 16 août, il décide, à l'étonnement général de son état-major, de replier son armée de 180 000 hommes à Metz, se laissant ainsi couper de la France libre et donc de ses réserves. Deux jours plus tard, au soir de la bataille de Saint-Privat, le maréchal Canrobert demande désespérément et à plusieurs reprises des renforts à Bazaine, mais ne les obtient pas. Ce dernier, en effet, ne juge pas que Saint-Privat soit une bataille importante et refuse d'engager ses troupes de réserve, pourtant nombreuses. Aucun renfort n'est envoyé aux troupes françaises qui se battent héroïquement sur le plateau et Bazaine n'apparaît même pas sur le champ de bataille.
Dirigeant la seule véritable armée organisée de France à ce moment-là, il semble la considérer surtout comme un atout politique et tente de nouer des intrigues, notamment avec l'impératrice, probablement pour restaurer l'empire déchu depuis le 4 septembre, qui voit la proclamation de la République. Après la déclaration de la République le 4 Septembre 1870, Bazaine, après l'accord unanime de son état major, contacte l'ennemi en envoyant le général Napoléon Boyer. Après le 10 octobre, il tente de négocier avec le prince Frédérick-Charles afin d'obtenir l'autorisation d'une sortie de son armée « pour sauver la France d'elle-même[réf. souhaitée] », c'est-à-dire de la poussée républicaine, voire révolutionnaire, en marchant sur Paris avec ses 173 000 hommes. Il fera partir le général Bourbaki à Londres pour rencontrer l'impératrice Eugénie, mais celle-ci est favorable à la poursuite de la guerre, comme le capitaine Louis Rossel avec lequel il s'oppose vigoureusement. Il se rend ensuite à Tours, mais l'armistice est signé. Rossel ne veut pas trahir son pays et se rend à Paris (Rossel est le seul officier à rejoindre dès le 19 mars 1871 la Commune de Paris). Finalement, les négociations souhaitées par Bazaine s'éternisent et les vivres viennent à manquer dans la cité messine.
Alors que depuis la chute de Sedan, le 2 septembre, il représente le dernier espoir du camp français, et approché notamment par un émissaire officieux, Edmond Régnier, il renonce à poursuivre le combat et capitule le 28 octobre. Cette reddition est souvent expliquée par le manque de motivation de Bazaine à défendre un gouvernement qui correspondait de moins en moins à ses idées conservatrices. L'intéressé présente la situation différemment dans une lettre du 2 novembre 1870 au journal Le Nord : « La famine, les intempéries ont fait tomber les armes des mains de 63 000 combattants réels qui restaient (l'artillerie n'ayant plus d'attelage et la cavalerie étant démontée, cela après avoir mangé la plus grande partie des chevaux et fouillé la terre dans toutes les directions pour y trouver rarement un faible allègement à ses privations). [...] Ajoutez à ce sombre tableau plus de 20 000 malades ou blessés sur le point de manquer de médicaments et une pluie torrentielle depuis près de 15 jours, inondant les camps et ne permettant pas aux hommes de se reposer car ils n'avaient d'autre abri que leurs petites tentes ».
La nouvelle de cette reddition afflige la France, alors que le général Trochu ne parvient pas à desserrer l'étau allemand autour de Paris assiégée. Léon Gambetta, parti à Tours dans l'espoir de rassembler une armée de libération, comprend que sa tentative est désormais vaine et il lance une proclamation où il accuse explicitement Bazaine de trahison : « Metz a capitulé. Un général sur qui la France comptait, même après le Mexique, vient d'enlever à la patrie en danger plus de cent mille de ses défenseurs. Le maréchal Bazaine a trahi. Il s'est fait l'agent de l'homme de Sedan, le complice de l'envahisseur, et, au milieu de l'armée dont il avait la garde, il a livré, sans même essayer un suprême effort, cent vingt mille combattants, vingt mille blessés, ses fusils, ses canons, ses drapeaux et la plus forte citadelle de la France, Metz, vierge, jusqu'à lui, des souillures de l'étranger ».
L'historien Albert Malet (mort au champ d'honneur, en 1915, à cinquante et un ans) a écrit : " Les mobiles de sa stupide et criminelle conduite n'ont pu être établis d'une façon certaine. Peut-être par ambition de jouer un grand rôle politique et de se rendre maître du pouvoir après le renversement de l'Empire, peut-être par conscience de sa nullité militaire, Bazaine au lieu de combattre entra en pourparlers avec Bismarck : […]."

### Accusation de trahison et procès

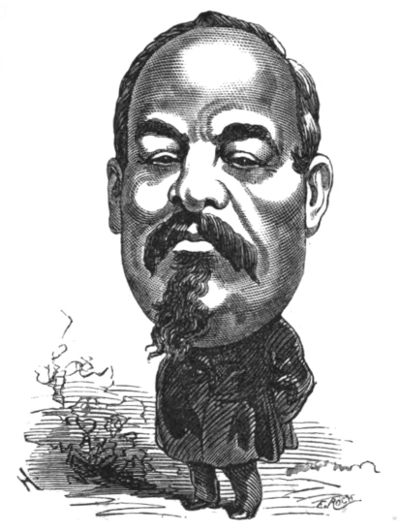
Caricature de Bazaine par Georges Lafosse parue dans Le Trombinoscope de Touchatout en 1873.

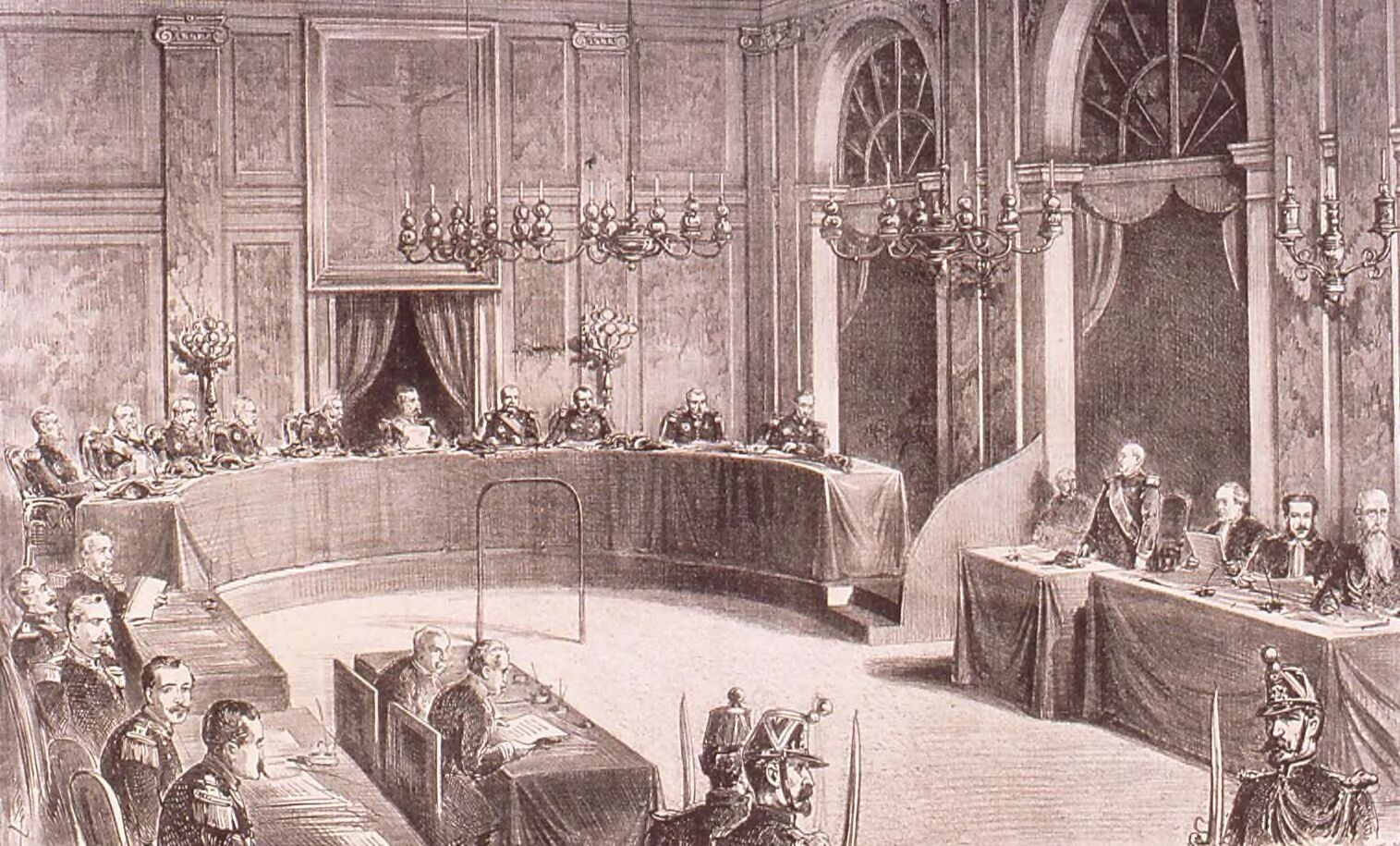
Le conseil de guerre.

La défection de Bazaine libère en effet juste à temps l'armée de siège allemande qui accourt à Orléans pour faire front à l'initiative en cours de levée d'une armée républicaine. Le poids moral de la défaite est alors attribué à Bazaine. En août 1873, il arrive à Paris, où une procédure de conseil d'enquête est ouverte sur l'initiative du général Cissey. Le conseil d'enquête donne son avis qui se traduit par plusieurs blâmes. L'intéressé demande alors à être présenté devant un conseil de guerre. Les royalistes et les républicains, en mettant en accusation ce bonapartiste, démontrent aussi l'incapacité de l'Empereur, par personne interposée. Quant à certains bonapartistes, ils ne sont pas mécontents que Bazaine soit jugé, occultant ainsi les responsabilités de Napoléon III. Bazaine est donc traduit devant un conseil de guerre siégeant au Grand Trianon. Le duc d'Aumale, président, le condamne à la peine de mort avec dégradation militaire pour avoir capitulé en rase campagne, traité avec l'ennemi et rendu la place de Metz avant d'avoir épuisé tous les moyens de défense dont il disposait. Mais le même tribunal, qui vient tout juste de le condamner, signe à l'unanimité et envoie au président de la République (et au ministre de la Guerre) une demande en grâce de M. le maréchal Bazaine. Sa peine est alors commuée en 20 années de prison, sans cérémonie de dégradation, par le nouveau maréchal-président Mac-Mahon, qui lui aussi avait été battu à Sedan. Cette décision inspirera la littérature contemporaine. Pour Victor Hugo, « Mac-Mahon absout Bazaine. Sedan lave Metz. L’idiot protège le traître », tandis que pour l'abbé Ferrand, « Bazaine eut le tort de ne vouloir point recevoir des ordres d'un pouvoir de sac et de corde (...) Mais, pour insulter le chef d'armée qui avait livré tant de combats, dont quarante-deux mille soldats étaient tombés dans la mêlée ; pour le traiter de lâche... Holà ! Que Rabagas aille se cacher : ce n'est pas un capon à outrance qui juge un Maréchal de France ! »
Il est incarcéré au fort royal de l'île Sainte-Marguerite, au large de Cannes. Avec l'aide de l'ex-capitaine Doineau, des bureaux arabes, de son aide de camp, le lieutenant-colonel Henri-Léon Willette et de son épouse, qui partagent sa captivité, il parvient à s'évader dans la nuit du 9 au 10 août 1874 et à s'enfuir en Espagne. Il se réfugie à Madrid au 23 de la rue Monte-Esquinza où, le 17 avril 1887, un bourrelier français de La Rochelle, Louis Hillairaud, part à sa recherche et le blesse d'un coup de poignard au visage. François Bazaine meurt l'année suivante, le 23 septembre, d'une congestion cérébrale.
Il est inhumé au cimetière Saint-Just.

## Décorations
Du fait de sa dégradation militaire, il perd ses droits au port de décorations françaises et étrangères, au port de l'uniforme et à percevoir toute pension.
Pour mémoire, les décorations et distinctions qu'il avait acquises antérieurement sont les suivantes :
- Médaille militaire (28 avril 1865)
- Grand-croix de la Légion d'honneur (2 juillet 1863)[10], rayé des cadres.
- Médailles commémoratives de Crimée, d'Italie et du Mexique
- Grand-croix de l'ordre militaire de Savoie
- Grand cordon de l'ordre de Léopold de Belgique
- Grand-croix de l'ordre du Lion et du Soleil de Perse
- Grand-croix de l'ordre de l'Aigle mexicain (it)
- Grand-croix de l'ordre de Notre-Dame de Guadalupe
- Compagnon de l'ordre du Bain
- Chevalier de l'ordre de Charles III
- Chevalier de l'ordre de Saint-Ferdinand d'Espagne
- Chevalier de l'ordre d'Isabelle la Catholique
- Médaille d'argent de l'ordre militaire de Savoie.

Il avait été cité dix fois au service de la France et quatre fois au service de l'Espagne.

## Publications
- Ordre général. À l'armée du Rhin, 28 octobre 1870. Il s'agit de l'ordre de capitulation donné à l'armée du Rhin. Texte sur Wikisource
- Rapport du maréchal Bazaine : Bataille de Rezonville. Le 16 août 1870, Bruxelles : Auguste Decq, 1870
- « Manifeste français. Au maréchal Bazaine » de Théophile Gratiot de Luzarey. 22 octobre 1870. monographie 24 pages.(Bordeaux et Tours)[11]
- La Capitulation de Metz : Rapport officiel du maréchal Bazaine, Lyon : Lapierre-Brille, 1871
- L'Armée du Rhin depuis le 12 août jusqu'au 29 octobre 1870, Paris : Henri Plon, 1872
- Épisodes de la guerre de 1870 et le blocus de Metz par l'ex-maréchal Bazaine, Madrid : Gaspar, 1883 (Interdit en France lors de sa parution, désormais disponible sur Gallica[12])
- Les papiers personnels du maréchal Bazaine sont conservés aux Archives nationales sous la cote 320AP : Inventaire du fonds.